# Papagal cu urechi galbene
Papagalul cu urechi galbene (Ognorhynchus icterotis) este un papagal care se găsește în Anzii din Columbia. Se credea că a dispărut până în aprilie 1999, când un grup de cercetători au descoperit un total de 81 de exemplare în Anzii columbieni. În prezent, este inclus pe lista roșie a Uniunii Internaționale pentru Conservarea Naturii (IUCN) ca specie vulnerabilă. Tendința actuală a populației sale este în creștere, în parte datorită măsurilor de conservare implementate pentru a proteja populațiile existente ale speciei. Este strâns asociat cu palmierul de ceară (Ceroxylon sp.).